# Équipe de Malte espoirs de football
Maillots
L'équipe de Malte espoirs de football est une sélection de joueurs de moins de 21 ans maltais placée sous l'égide de la Fédération de Malte de football. L'équipe n'a jamais réussi à se qualifier pour la phase finale du Championnat d'Europe de football espoirs.

## Parcours au Championnat d'Europe de football espoirs
- 1992 : Non qualifié
- 1994 : Non qualifié
- 1996 : Non qualifié
- 1998 : Non qualifié
- 2000 : Non qualifié
- 2002 : Non qualifié
- 2004 : Non qualifié
- 2006 : Non qualifié
- 2007 : Non qualifié
- 2009 : Non qualifié
- 2011 : Non qualifié
- 2013 : Non qualifié
- 2015 : Non qualifié
- 2017 : Non qualifié
- 2019 : Non qualifié

## Effectif actuel
Les joueurs suivants ont été appelés lors d'un rassemblement sportif en vue des matchs amicaux contre  Chypre et le  Monténégro les 24 et 26 septembre 2022.
Gardiens
- Dylan Ciappara
- Reeves Cini
- Matthias Debono
- Miguel Spiteri

Défenseurs
- Adam Camilleri
- Isaac Cutajar
- Zean Leonardi
- Glen Mifsud
- Sheldon Mizzi
- Karl Mohnani

Milieux
- Nathan Agius
- Kurt Bondin
- Kurt Briffa
- Nick Cutajar
- Cameron Dalli
- Matthew Debattista
- Aleandro Garzia
- Sheldon Mackay
- Nikolai Micallef
- Gianluca Sciberras

Attaquants
- Jamie Carbone
- Sebastian Cassar Torregiani
- Isaac Ebejer
- Jake Engerer
- Dale Mifsud
- Mattia Veselji
- Andrea Zammit